# Адміністративно-територіальна одиниця
Адміністрати́вно-територіа́льна одини́ця (АТО) — це частина єдиної території держави, що є просторовою основою для організації і діяльності місцевих органів державної влади і самоврядування.

## Україна
Адміністративно-територіальна одиниця в Україні — це компактна частина єдиної території України, що є просторовою основою для організації і діяльності органів державної влади та органів місцевого самоврядування.
В Україні є такі адміністративно-територіальні одиниці:
- Перший рівень: область/Автономна Республіка Крим/місто зі спеціальним статусом (Київ, Севастополь);
- Другий рівень: район;
- Третій рівень: громада;
- Четвертий рівень: старостинський округ;
- Додатковий (допоміжний рівень): район у місті.

Окремо існують території територіальних громад, що поки за законодавством не є юридично АТО, проте мають коди КАТОТТГ.[джерело?]

## Світ

### Світські
- Королівство / Велике князівство / Республіка
- Край / Земля / Князівство / Герцогство / Регіон / Штат / Генерал-губернаторство
- Графство / Воєводство / Намісництво / Департамент
- Губернія / Провінція / Префектура / Кантон / Полк
- Район / Муніципалітет / Повіт / Гміна / Сотня / Парафія
- Волость / Область / Автономна область
- Округа / Округ

### Церковні
- Діоцезія / Єпархія
- Протопопія
- Парафія

### Мусульманські
- Емірат
- Вілая
- Вілаєт

### Універсальні
- Місто
- Міський район
- Містечко / Селище міського типу
- Село
- Селище / Станиця / Хутір